# Jack Ridley
Jackie L. Ridley, detto Jack (Garvin, 16 giugno 1915 – Tokyo, 12 marzo 1957), è stato un aviatore e ufficiale statunitense.
Ridley ottenne il Bachelor of Science in ingegneria meccanica presso la University of Oklahoma nel 1939 ed il Master's degree in ingegneria aerospaziale presso il California Institute of Technology nel 1945. Dato che aveva prestato servizio nell'esercito prima dell'università, fu assegnato alla Flight Test Division presso la base di Wright Field e frequentò la Experimental Test Pilot School da gennaio a maggio 1946. Ridley fu quindi assegnato al progetto XS-1 come pilota collaudatore ed ufficiale di progetto presso la Muroc Army Air Field, dove rimase fino al maggio 1948. Quindici mesi dopo, fu nominato in pianta stabile capo del Flight Test Engineering Laboratory presso la Edwards Air Force Base.

## Primi anni e carriera militare
Jack Ridley è nato a Garvin (Oklahoma), non molto dopo che l'aeroplano ebbe fatto la sua prima esitante apparizione sulla scena mondiale. A quel tempo, le potenze belligeranti in Europa erano ancora incerte circa il ruolo che le loro strambe macchine volanti dovessero giocare sul teatro di guerra. Anche in quei primi momenti, comunque, lo U.S. Army aveva piani molto sviluppati per la costruzione di un proprio laboratorio di ingegneria aeronautica presso il McCook Field a Dayton (Ohio), e per il 1918 aveva iniziato un processo sistematico di ricerca e sviluppo della neonata arma da guerra. Ridley era destinato a lasciare un segno indelebile sulla scienza emergente del collaudo aeronautico.
Jack si diplomò presso la scuola superiore di Sulphur Oklahoma nel 1935. Mentre seguiva la scuola superiore, entrò nel programma Reserve Officers' Training Corps (ROTC) alla University of Oklahoma dove ricevette il suo Bachelor of Science in ingegneria meccanica nel 1939. Il mondo intorno a lui era in subbuglio. Entro l'estate del 1940 la Battaglia d'Inghilterra era stata combattuta e gli Stati Uniti stavano disperatamente ricostruendo le a lungo neglette forze armate per prepararsi al conflitto mondiale, che molti credevano inevitabile. Nel luglio di quello stesso anno, il giovane ingegnere ricevette la propria nomina nell'artiglieria da campo dello U.S. Army e cominciò una carriera militare che avrebbe occupato il resto della sua vita. La scienza del volo lo attrasse presto, e non passò molto tempo prima che venisse trasferito all'Army Air Forces. Il tenente Ridley fu inviato alla Flying Training School presso la Kelly Army Air Base in Texas, dove ottenne il brevetto di pilota nel maggio 1942.

## Carriera da pilota collaudatore in tempo di guerra
Gli Air Corps avevano bisogno di piloti con formazione di tipo ingegneristico e, invece di essere inviato ad una unità di combattimento operativo, Ridley fu assegnato all'impianto della Consolidated Vultee a Fort Worth (Texas), dove il suo compito iniziale fu quello di condurre test di accettazione sui bombardieri quadrimotore B-24 Liberator. Poco dopo, fu nominato ufficiale ingegnere di collegamento per i programmi B-24 e B-32. Già a quei tempi, gli Air Corps stavano sviluppando il bombardiere intercontinentale a sei motori B-36 che sarebbe più tardi divenuto la spina dorsale dello Strategic Air Command postbellico, e Ridley si trovò assegnato anche a quel programma.
Due anni dopo, quando le sorti del conflitto si erano orientate a favore degli Alleati, Ridley fu inviato a completare la sua educazione. La rivoluzione tecnologica innescata dalla guerra aveva dimostrato che il successo postbellico della Air Force sarebbe dipeso dall'avere un corpo di ufficiali provvisti di un addestramento tecnico di prim'ordine. Dopo aver frequentato la Army Air Forces School of Engineering presso il Wright Field (più tardi rinominato Air Force Institute of Technology), Ridley fu inviato al California Institute of Technology, di Pasadena (California) dove ricevette il Master of Science in ingegneria aeronautica nel luglio 1945.

## Carriera postbellica

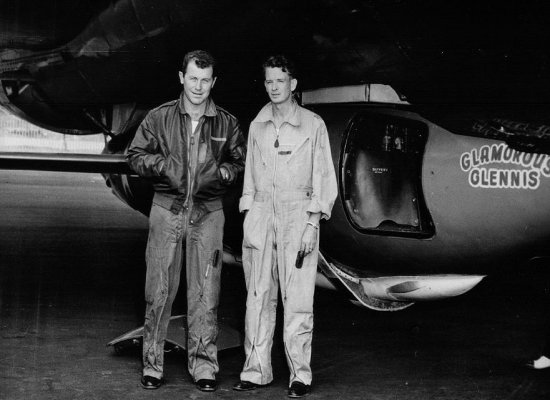
Jack Ridley e Chuck Yeager

Il giovane ufficiale fu inviato al Wright Field, Ohio, ed assegnato alla Air Materiel Command's Flight Test Division. Il mondo aveva conosciuto i più grandi progressi nella storia dell'aviazione durante la guerra: il motore a pistoni raggiunse il suo apice di sviluppo, la propulsione a jet stava rovesciando tutti i concetti precedenti di design aeronautico, e gli aerei volavano più in alto e più veloce che mai in precedenza. Lo staff scientifico ed ingegneristico del Wright Field aveva giocato un ruolo cardine in tutti questi sviluppi. Anche la scienza dell'addestramento dei piloti collaudatori aveva fatto progressi, e Ridley dovette frequentare la Air Materiel Command Flight Performance School prima di poter svolgere compiti operativi. Nella primavera del 1946 si diplomò con la Class 46A.
Nello stesso periodo in cui Ridley frequentava la Flight Performance School, il rivoluzionario aereo sperimentale con propulsione a razzo X-1 effettuava i suoi primi voli di prova senza motore e, entro un anno, la AAF (che sarebbe presto diventata indipendente come United States Air Force) avrebbe assunto il controllo del programma di ricerca supersonico. Il colonnello Albert Boyd, capo della Flight Test Division, aveva la responsabilità critica di selezionare il team di progetto che avrebbe tentato il primo volo supersonico al mondo. Nella primavera del 1947, Boyd approntò il suo schema di 125 piloti collaudatori e finalmente selezionò tre volontari che erano considerati molto giovani in termini di esperienza di volo di collaudo: Chuck Yeager, Bob Hoover, e Ridley. Nominò Yeager ed Hoover pilota primario e di riserva, rispettivamente, e Ridley ingegnere di progetto. Boyd riconobbe la mente acuta ed altamente disciplinata di Ridley e ritenne che, con la sua esperienza di volo di collaudo e la capacità di tradurre concetti esoterici in termini semplici, sarebbe stato capace di fornire a Yeager ed Hoover tutta l'esperienza ingegneristica di cui avevano bisogno.
La scelta fu felice. Come spiegato più tardi da Yeager:
Il compito di Ridley era analizzare tutti i dati tecnici che venivano generati durante i voli dell'X-1 man mano che esso procedeva verso la regione inesplorata del volo supersonico. Studiando i fenomeni che l'aereo sperimentale incontrava mentre si avvicinava al muro del suono, traduceva tutte le informazioni nel gergo dei piloti a beneficio di Yeager, così che il programma di volo potesse essere portato avanti speditamente ed in modo sicuro. Come Yeager spiegò successivamente: